# Peter Kohl (Fußballspieler)

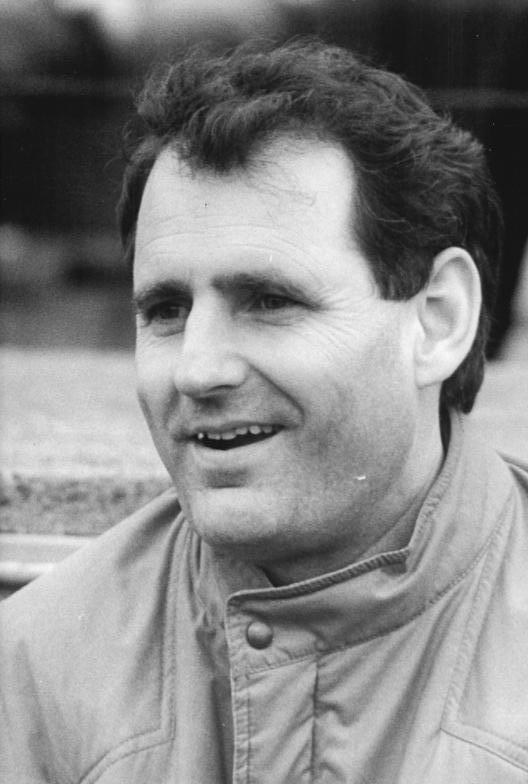
Peter Kohl (1986)

Peter Kohl (* 29. Januar 1942 in Hohenmölsen) ist ein ehemaliger deutscher Fußballspieler und -trainer.

## Sportliche Laufbahn
Kohl lief als Spieler bei den Gemeinschaften Chemie Zeitz, Fortschritt Weißenfels und ASG Vorwärts Leipzig in der zweitklassigen Liga des auf. Mit Chemie Zeitz konnte er seinen größten Erfolg als Fußballer feiern, als er 1962/63 mit der Elf das Finale im FDGB-Pokalwettbewerb erreichte. Im Endspiel, ausgetragen am 1. Mai 1963, stand Kohl als Linksaußenstürmer auf dem Platz. Seine Mannschaft verlor das Spiel gegen den Erstligisten BSG Motor Zwickau mit 0:3.

## Trainerlaufbahn
Nachdem Kohl seine Laufbahn als Spieler beendet hatte, war er als Trainer in diesem Sport tätig. Er kehrte nach Zeitz zurück und übernahm das Training seiner alten Sportgemeinschaft Chemie Zeitz. Er führte sie 1973 zum Staffelsieg in der DDR-Liga, seine Mannschaft konnte sich in der Aufstiegsrunde zur DDR-Oberliga jedoch nicht durchsetzen. Anschließend wechselte Kohl zum Oberligaabsteiger Hallescher FC Chemie (HFC) und übernahm dort die Position des stellvertretenden Klubvorsitzenden. Im November 1976 löste Kohl Günter Hoffmann als Trainer der HFC-Oberligamannschaft ab, die seit ihrem Aufstieg 1974 nur die Plätze elf und acht erreicht hatte und in den ersten neun Spielen der Saison 1976/77 bereits vier Niederlagen erlitten hatte. Kohl gelang es zunächst, die Mannschaft zu konsolidieren, sodass sie sich in den folgenden Jahren stets in der oberen Hälfte der Oberliga platzieren konnte. Erst als der HFC die Saison 1981/82 enttäuschend mit Platz elf abschloss, wurde Kohl durch Klaus Urbanczyk ersetzt. 
Kohl wechselte zum DDR-Ligisten Stahl Riesa, der sich nach seinem Oberligaabstieg 1981 Hoffnungen auf eine Rückkehr in die Erstklassigkeit machte. Bereits nach einem Jahr konnte Kohl das Vorhaben umsetzen, führte Riesa 1983 wieder in die Oberliga. In den Spielzeiten 1983/84 und 1984/85 gelang es ihm, die Mannschaft in der Oberliga zu halten. Mit einem sicheren 11. Platz schied Kohl 1985 bei Stahl Riesa aus und übernahm zum 1. Juli 1985 das Training des Oberligisten Stahl Brandenburg. Bereits in seiner ersten Saison führte Kohl die Brandenburger als beste Betriebssportgemeinschaft (BSG) auf den Oberligaplatz fünf und damit auch in den UEFA-Pokal-Wettbewerb 1986/87. Der international unerfahrenen Mannschaft gelang es, sich in der 1. Runde gegen den nordirischen Vertreter Coleraine FC mit 1:1 und 1:0 durchzusetzen, musste sich in der 2. Runde aber dem schwedischen Verein IFK Göteborg mit 0:2 und 1:1 geschlagen geben. 1988 erreichte Stahl Brandenburg unter Kohls Leitung mit Platz vier sein bestes Oberliga-Ergebnis. Diesmal reichte es für die erneut beste BSG-Mannschaft allerdings nicht für einen europäischen Wettbewerb. Nachdem Stahl Brandenburg in der folgenden Saison enttäuschend auf Rang elf in der Oberliga abgestürzt war, wurde Kohl entlassen. 
Im Sommer 1989 wurde Kohl Trainer der U-21-Nationalmannschaft der DDR, die er zusammen mit Hans-Jürgen Dörner, der keine Trainerqualifikation besaß, zur U-21-Europameisterschaft und zum olympischen Fußballturnier 1992 führen sollte. Im Oktober 1989, sechs Wochen vor dem Mauerfall, nutzte Kohl das U-21-Länderspiel Niederlande – DDR, um sich aus der DDR abzusetzen. Nachdem Vertragsverhandlungen mit dem niederländischen Verein Sparta Rotterdam gescheitert waren, wurde Kohl, der in der DDR das Diplom zum Lehrer für Sport und Geschichte erworben hatte, zunächst Trainer beim Südwest-Oberligisten VfB Wissen, danach beim SCR Altach in der Regionalliga Österreich. Nach 1990 trainierte Kohl den FC Eintracht Schwerin in der Oberliga Nordost und war als Berater des Verbandsligisten FC Grün-Weiß Piesteritz tätig. Am 1. Juli 2008 übernahm Kohl das Training des Stadtligisten SG Einheit Halle.